# Dinastia Shang
A Dinastia Shang (em chinês: 商朝, pinyin: Shāng Cháo; c. 1600 a.C. – 1045 a.C.) foi a segunda Dinastia registrada pela historiografia tradicional chinesa, e também um influente estado (no qual o registro mais antigo do passado da China foi escrito, possivelmente no século XIII a.C. na forma de inscrições divinatórias em ossos ou carapaças de animais). A Dinastia Shang tinha influência desde o norte do rio Amarelo a sul do rio Han e Yangtzé, do Shandong ao sul do Henan, do mar Amarelo a Banpo. Os Shangs já eram poderosos antes de suplantarem os Xia e coexistiram com a Dinastia Zhou e a Dinastia Xia.
```
   |-
       |
Erro:
:  
valor não especificado para "
nome_comum
"
```

## Antecedentes
Antes dessa Dinastia, houve a China pré-histórica e a Dinastia Xia.

## Capitais Shangs
Na Dinastia Shang, houve uma série de capitais, das quais a mais importante era Zhengzhou, capital durante o período inicial e intermédio da Dinastia. Ela tinha uma muralha com cerca de 6,4 quilómetros de comprimento e 10 metros de altura que protegia um grande povoado. Os edifícios e a muralha usavam a técnica de terra calcada. Já a cidade de Anyang foi ocupada entre 1300 e 1050 a.C. e descoberta na década de 1830.
Em Zhengzhou, as casas e oficinas descobertas indicam que a sociedade Shang era incrivelmente organizada, governada rigidamente e socialmente estratificada. Nos arredores de Anyang, em Xiaotun, foram descobertos indícios do que teria sido o centro cerimonial e administrativo do estado Shang na sua fase tardia. Em Xibeigang, 3 quilómetros a norte foram descobertos 11 grandes túmulos cruciformes que podiam pertencer aos 11 monarcas Shangs, que segundo os registos existentes teriam reinado em Anyang.

## Cidades Shangs

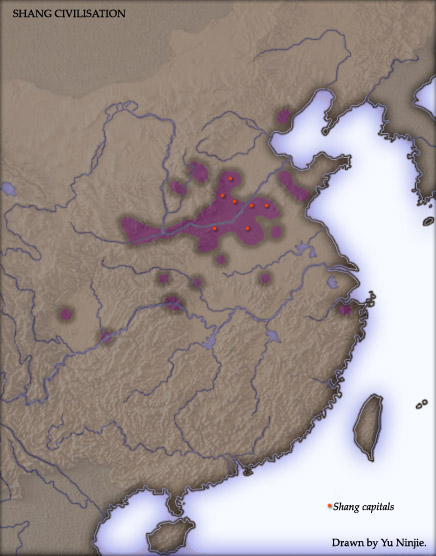
Encontraram-se restos de sociedades avançadas e estratificadas datados da época da Dinastia Shang no vale do rio Amarelo

No seu apogeu mais de mil cidades fortificadas estariam ligadas à capital e ao palácio Shang. As cidades Shangs eram localizadas no Vale do rio amarelo e na planície na China do norte.

## Governantes Shangs
Os governantes Shangs faziam um importante papel cerimonial, mas também se ocupavam da administração do estado e eram servidos por funcionários com funções especializadas. Eram apoiados por vários clãs aristocráticos com os quais tinham relações de parentesco ou de matrimônio. A aristocracia dedicava-se às artes militares e lutava com carros puxados a cavalo. A relação entre os Shangs e os clãs era pessoal mas formalizada através de cerimônias de investidura, nos quais o rei podia pedir serviços aos clãs, laborais e militares. Os Shangs bem como os seus apoiadores da aristocracia levavam a cabo campanhas agressivas contra os vizinhos, obtendo assim prisioneiros e saques. Também expandiam a sua autoridade graças a mandatos para a criação de novos povoados e da disponibilização de novas zonas para a agricultura. Com estes meios o estado Shang expandiu-se do seu núcleo territorial junto ao rio amarelo até ao vale do rio Wei até a atual província de Shanxi. Os reis Shangs eram considerados semideuses.

## Relações dos Shangs com outros
Os Shangs formaram relações com um estado chamado Shu, o que talvez signifique que uma cultura que se desenvolveu de forma independente na província de Sichuan.

## Economia Shang
A base económica do estado Shang era a agricultura e a sua colheita mais importante era o painço. O clima da planície do norte chinês era então mais tropical e arborizado, necessitando assim de uma considerável quantidade de mão de obra para atuar na agricultura. Afirma-se muitas vezes, especialmente por historiadores marxistas, como Guo Moruo, que a mão de obra utilizada normalmente era escrava e que a sociedade Shang devia ser considerada como o estágio escravagista da evolução social chinesa. Tal ideia tem sido motivada por indícios de sacrifícios humanos que faziam parte das cerimónias fúnebres da realeza, e por certas inscrições oraculares. Há pouco tempo Jun Li sugeriu que a maioria da população não era composta por escravos, no sentido de serem comprados e vendidos, e que esta usufruía de liberdade individual. No entanto era obrigada a trabalhos coercivos, como a construção de muralhas e tarefas agrícolas, sendo também recrutada para serviços militares. A soja foi introduzida em 1200 a.C.

## Fragmentos de ossos oraculares
Muitas das informações disponíveis sobre a sociedade Shang chegou até nós graças a inscrições feitas em omoplatas de bovinos, ou com menos regularidade em carapaças de tartarugas. Diziam que eram "ossos de dragão" e era reduzidos a pó para fins medicinais. Foram descobertos mais de 200 mil fragmentos do ossos oraculares em Xiaotun. Os ossos oraculares revelam nos as mais variadas coisas sobre o estado Shang. Usavam (as inscrições oraculares) 3 mil grafemas diferentes e incluíam uma semana de dez dias e um ciclo de 60 dias.

## Metalurgia chinesa Shang

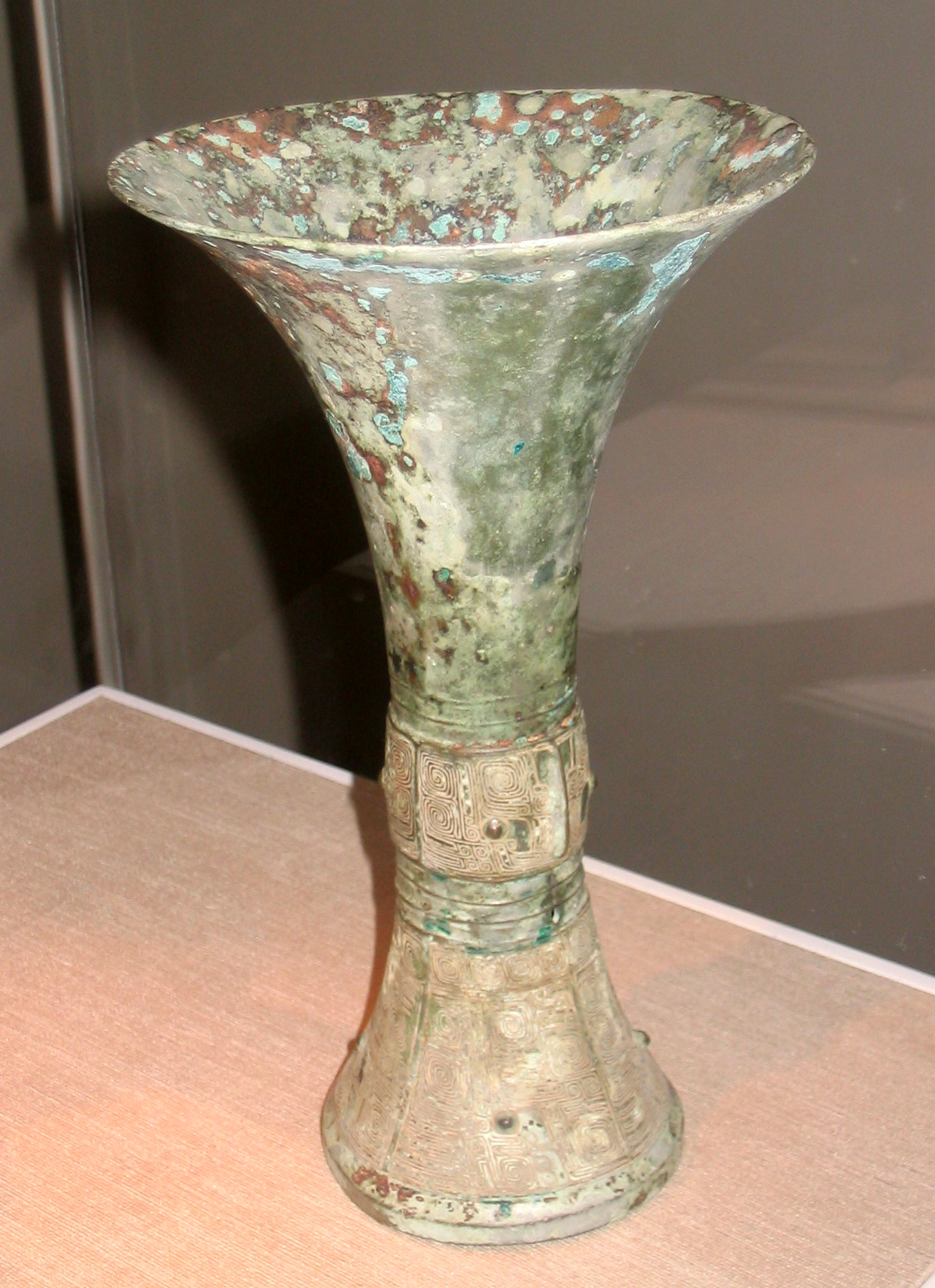
Receptáculo para vinho, utilizado em rituais

Os indícios acumulados nos últimos anos apoiam a teoria da descoberta independente da metalurgia na China e da rápida transferência de técnicas ceramistas para a manufatura de objetos em bronze. A produção e utilização do bronze era controlada pelo rei. A quantidade de objetos encontrados demonstra que a extração de minério e a manufatura de peças constituíam grandes indústrias. Os recipientes Shangs iniciais eram fundidos em moldes distintos sendo as várias partes posteriormente unidas. Uma indústria em pequena escala surgiu em Gansu por volta do ano 2000 a.C.. Este método foi a base sobre o qual se desenvolveu a produção de bronze em grande escala.

## Túmulos
Os reis Shangs eram sepultados em grandes túmulos cruciformes, cuja escavação exigia o trabalho de centenas de pessoas. Os cadáveres eram postos em caixões de madeira rodeados por objetos funerários. Nas rampas que conduziam ao fundo do túmulo encontravam-se cadáveres humanos e de cavalos.

## Religião Shang
Graças às provas, pode se ter uma ideia da religião Shang. O povo Shang adorava vários deuses, dos quais muitos eram ascendentes da realeza. Outros eram espíritos da Natureza, e ainda outros possivelmente derivassem de mitos populares ou de cultos locais. O culto do ancestrais era praticado por grande parcela da população e permaneceu uma parte essencial do culto religioso até aos tempos modernos. Um estudo recente mostra que Di significava "deuses" coletivamente, em vez de um deus principal, como antigamente se pensava e apenas com os Zhous surgiria a ideia de um deus principal. Os indícios descobertos nos túmulos mostra-se claro que acreditavam na vida depois da morte, e as perguntas oraculares podem ter sido dirigidas a antepassados falecidos. A corte pode ter sido frequentado por Xamãs e, é possível que o próprio rei fosse um xamã. É claro, se estas opiniões estiverem certas, a essência da religião Shang era muito diferente da abordagem racional das escolas filosóficas que tornar-se-iam preponderantes durante o período Zhou. O autor David N. Keightley, aceita num livro recente que a cosmologia dos Shangs não era a única que existia, refere também que é pouco o que se sabe sobre as formas de crenças de todos os que não pertenciam a elite Shang.
Os historiadores chineses de períodos posteriores habituaram-se à noção de que uma Dinastia sucedia a outra, mas sabe-se que a situação política na China primitiva era muito mais complexa. Alguns acadêmicos sugerem que os Xias e os Shangs talvez fossem entidades políticas que coexistiram, da mesma maneira que os zhous foram contemporâneos dos Shangs.